# 牛島村
牛島村（うしのしまそん）は、徳島県麻植郡にあった村。現在の吉野川市鴨島町の東部にあたる。

## 地理
- 山岳 ： 向麻山
- 河川 ： 吉野川、飯尾川

## 歴史
- 1889年（明治22年）10月1日 - 町村制の施行により、牛島村・上浦村・麻植塚村の区域をもって発足。
- 1954年（昭和29年）3月20日 - 板野郡一条町大字西条のうち字先須賀・四ツ屋を編入。
- 1954年（昭和29年）3月31日 - 鴨島町・森山村・西尾村と合併し、改めて鴨島町が発足。同日牛島村廃止。

## 交通

### 鉄道路線
- 日本国有鉄道
  - 徳島本線（現・徳島線）
    - 牛島駅 - 麻植塚駅

### 道路
- 国道192号